# 2018년 7월 28일 월식

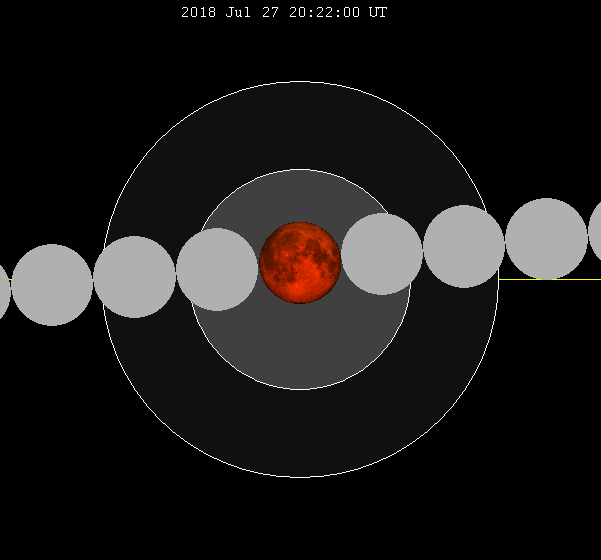

2018년 7월 28일 월식은 2018년 7월 28일의 개기월식으로, 2018년의 두번째 월식이다. 이 개기월식은 화성과 지구가 초근접으로 가깝게 일치하며, 2만 5천년에 한번씩 일어나는 것이다.